# Косянчук Федір Якович
Федір Якович Косянчук (1899, село Буда Вовчківська Київської губернії, тепер Поліського району Київської області — 3 грудня 1979, село Дмитрівка Знам'янського району Кіровоградської області) — український радянський діяч, новатор сільськогосподарського виробництва, кукурудзівник, ланковий колгоспу імені Сталіна («Правда») Знам'янського району Кіровоградської області. Герой Соціалістичної Праці (26.02.1958). Депутат Верховної Ради УРСР 5—6-го скликань.

## Біографія
Народився у родині селянина-бідняка. Трудову діяльність розпочав з одинадцятирічного віку. Спочатку працював наймитом у заможних селян, потім був кочегаром на одному із заводів Гомельщини. Після 1918 року займався сільським господарством.
У 1922—1924 роках — служба в Червоній армії.
З липня 1924 року — лісник-об'їждчик Балашівського лісництва Петриковського району Мозирської округи Білоруської РСР. У травні 1932—1933 роках — голова колгоспу «Червона праця» села Гігруда Петриковського району Білоруської РСР.
З грудня 1933 року працював рільником колгоспу імені Сталіна села Дмитрівки Знам'янського району Одеської області. Під час німецько-радянської війни брав участь у партизанському русі в загоні імені Ворошилова на Кіровоградщині.
З 1944 року — голова колгоспу імені Сталіна села Дмитрівки Знам'янського району Кіровоградської області.
З 1955 року — ланковий ланки із вирощування кукурудзи колгоспу імені Сталіна (з 1959 року — «Правда») села Дмитрівки Знам'янського району Кіровоградської області. У 1958 році ланка Федора Косянчука зібрала по 77,4 центнера гібридної кукурудзи з гектара в зерні.
Член КПРС з 1957 року.
Потім — на пенсії у селі Дмитрівці Знам'янського району Кіровоградської області.

## Нагороди
- Герой Соціалістичної Праці (26.02.1958)
- орден Леніна (26.02.1958)
- орден Трудового Червоного Прапора
- медаль «Партизанові Великої Вітчизняної війни» ІІ ст.
- медалі